# 2020年のATPツアー
2020年のATPツアーは、2020年のATPツアーの日程と決勝結果である。

## 日程
2020年ATPカレンダーより作成。日時の*は新型コロナウイルスの影響により開催日が移動されたもの。
| カテゴリ                | 大会数 |
| グランドスラム          | 4      |
| ATPファイナルズ         | 1      |
| ATPツアーマスターズ1000 | 9      |
| ATPツアー500            | 13     |
| ATPツアー250            | 42     |
| オリンピック            | 1      |
| チームイベント          | 2      |

| 日時                        | 大会名 | 優勝者 | 準優勝者 | 試合結果 （スコア）                                |
| --------------------------- | --- | --- | --- | -------------------------------------------------- |
| 1月6日                      | ATPカップ ブリスベン、パース、シドニー $15,000,000 - ハード - 24チーム (RR) | セルビア | スペイン | 2-1                                                |
| 1月6日                      | カタール・エクソンモービル・オープン ドーハ $1,359,180 - ハード - 28S/16Q/16D | アンドレイ・ルブレフ | コレンティン・ムテ | 6-2, 7-6(7-3)                                      |
| 1月6日                      | カタール・エクソンモービル・オープン ドーハ $1,359,180 - ハード - 28S/16Q/16D | ロハン・ボパンナ ウェスリー・クールホフ | ルーク・バンブリッジ サンティアゴ・ゴンザレス | 3-6, 6-2, [10-6]                                   |
| 1月13日                     | アデレード国際 アデレード $546,355 - ハード - 28S/16Q/16D | アンドレイ・ルブレフ | ロイド・ハリス | 6-3, 6-0                                           |
| 1月13日                     | アデレード国際 アデレード $546,355 - ハード - 28S/16Q/16D | マキシモ・ゴンザレス ファブリス・マルタン | イワン・ドディグ フィリプ・ポラセック | 7-6(14-12), 6-3                                    |
| 1月13日                     | ASBクラシック オークランド $546,355 - ハード - 28S/16Q/16D | ウゴ・アンベール | ブノワ・ペール | 7-6(7-2), 3-6, 7-6(7-5)                            |
| 1月13日                     | ASBクラシック オークランド $546,355 - ハード - 28S/16Q/16D | ルーク・バンブリッジ マクラクラン勉 | マーカス・ダニエル フィリップ・オズワルド | 7-6(7-3), 6-3                                      |
| 1月20日 2月2日              | 全豪オープン メルボルン A$32,505,000 - ハード 128S/128Q/64D/32X シングルス – ダブルス – 混合ダブルス | ノバク・ジョコビッチ | ドミニク・ティーム | 6-4, 4-6, 2-6, 6-3, 6-4                            |
| 1月20日 2月2日              | 全豪オープン メルボルン A$32,505,000 - ハード 128S/128Q/64D/32X シングルス – ダブルス – 混合ダブルス | ラジーブ・ラム ジョー・ソールズベリー | マックス・パーセル ルーク・サビル | 6-4, 6-2                                           |
| 1月20日 2月2日              | 全豪オープン メルボルン A$32,505,000 - ハード 128S/128Q/64D/32X シングルス – ダブルス – 混合ダブルス | ニコラ・メクティッチ バルボラ・クレイチコバ | ベサニー・マテック＝サンズ ジェイミー・マリー | 5-7, 6-4, [10-1]                                   |
| 2月3日                      | コルドバ・オープン コルドバ $546,355 - クレー - 28S/16Q/16D | クリスチャン・ガリン | ディエゴ・シュワルツマン | 2-6, 6-4, 6-0                                      |
| 2月3日                      | コルドバ・オープン コルドバ $546,355 - クレー - 28S/16Q/16D | マルセロ・デモリナー マトウェ・ミドルコープ | レオナルド・メイヤー アンドレス・モルテニ | 6-3, 7-6(7-4)                                      |
| 2月3日                      | 南フランス・オープン モンペリエ €542,695 - ハード (室内) - 28S/16Q/16D | ガエル・モンフィス | バセク・ポシュピシル | 7-5, 6-3                                           |
| 2月3日                      | 南フランス・オープン モンペリエ €542,695 - ハード (室内) - 28S/16Q/16D | ニコラ・カシッチ マテ・パビッチ | ドミニク・イングロット アイサム＝ウル＝ハク・クレシ                                                                                              | 6-4, 6-7(4-7), [10-4]                              |
| 2月3日                      | マハラシュトラ・オープン プネー $546,355 - ハード - 28S/16Q/16D | イジー・ベセリー | イゴール・ゲラシモフ | 7-6(7-2), 5-7, 6-3                                 |
| 2月3日                      | マハラシュトラ・オープン プネー $546,355 - ハード - 28S/16Q/16D | アンドレ・ゴランソン クリストファー・ルンガット | ジョナサン・エルリック アンドレイ・バシレフスキー                                                                                                | 6-2, 3-6, [10-8]                                   |
| 2月10日                     | ABNアムロ世界テニス・トーナメント ロッテルダム €2,013,855 - ハード (室内) - 32S/16Q/16D | ガエル・モンフィス | フェリックス・オジェ＝アリアシム | 6-2, 6-4                                           |
| 2月10日                     | ABNアムロ世界テニス・トーナメント ロッテルダム €2,013,855 - ハード (室内) - 32S/16Q/16D | ピエール＝ユーグ・エルベール ニコラ・マユ | ヘンリ・コンティネン ヤン＝レナルト・シュトルフ                                                                                                  | 7-6(7-5), 4-6, [10-7]                              |
| 2月10日                     | ニューヨーク・オープン ニューヨーク $719,320 - ハード (室内) - 28S/16Q/16D | カイル・エドマンド | アンドレアス・セッピ | 7-5, 6-1                                           |
| 2月10日                     | ニューヨーク・オープン ニューヨーク $719,320 - ハード (室内) - 28S/16Q/16D | ドミニク・イングロット アイサム＝ウル＝ハク・クレシ | スティーブ・ジョンソン ライリー・オペルカ | 7-6(7-5), 7-6(8-6)                                 |
| 2月10日                     | アルゼンチン・オープン ブエノスアイレス $611,420 - クレー - 28S/16Q/16D | キャスパー・ルード | ペドロ・ソウザ | 6-1, 6-4                                           |
| 2月10日                     | アルゼンチン・オープン ブエノスアイレス $611,420 - クレー - 28S/16Q/16D | マルセル・グラノリェルス オラシオ・セバジョス | ギジェルモ・ドゥラン フアン・イグナシオ・ロンデロ                                                                                                | 6-4, 5-7, [18-16]                                  |
| 2月17日                     | リオ・オープン リオデジャネイロ $1,759,905 - クレー - 32S/16Q/16D | クリスチャン・ガリン | ジャンルカ・マジェル | 7-6(7-3), 7-5                                      |
| 2月17日                     | リオ・オープン リオデジャネイロ $1,759,905 - クレー - 32S/16Q/16D | マルセル・グラノリェルス オラシオ・セバジョス | サルバトーレ・カルーソ フェデリコ・ガイオ | 6-4, 5-7, [10-7]                                   |
| 2月17日                     | オープン13 マルセイユ €691,880 - ハード (室内) - 28S/16Q/16D | ステファノス・チチパス | フェリックス・オジェ＝アリアシム | 6-3, 6-4                                           |
| 2月17日                     | オープン13 マルセイユ €691,880 - ハード (室内) - 28S/16Q/16D | ニコラ・マユ バセク・ポシュピシル | ウェスリー・クールホフ ニコラ・メクティッチ | 6-3, 6-4                                           |
| 2月17日                     | デルレイビーチ・オープン デルレイビーチ $602,935 - ハード - 32S/16Q/16D | ライリー・オペルカ | 西岡良仁 | 7-5, 6-7(4-7), 6-2                                 |
| 2月17日                     | デルレイビーチ・オープン デルレイビーチ $602,935 - ハード - 32S/16Q/16D | ボブ・ブライアン マイク・ブライアン | ルーク・バンブリッジ マクラクラン勉 | 3-6, 7-5, [10-5]                                   |
| 2月24日                     | ドバイ・デューティフリー・テニス選手権 ドバイ $2,794,840 - ハード - 32S/16Q/16D | ノバク・ジョコビッチ | ステファノス・チチパス | 6-3, 6-4                                           |
| 2月24日                     | ドバイ・デューティフリー・テニス選手権 ドバイ $2,794,840 - ハード - 32S/16Q/16D | ジョン・ピアース マイケル・ヴィーナス | レイベン・クラーセン オリバー・マラチ | 6-3, 6-2                                           |
| 2月24日                     | アビエルト・メキシコ・テルセル アカプルコ $1,845,265 - ハード - 32S/16Q/16D | ラファエル・ナダル | テイラー・フリッツ | 6-3, 6-2                                           |
| 2月24日                     | アビエルト・メキシコ・テルセル アカプルコ $1,845,265 - ハード - 32S/16Q/16D | ルカシュ・クボット マルセロ・メロ | フアン・セバスティアン・カバル ロベルト・ファラ                                                                                                  | 7-6(8-6), 6-7(4-7), [11-9]                         |
| 2月24日                     | チリ・オープン サンティアゴ $604,010 - クレー - 28S/16Q/16D | チアゴ・セイボス・ウィルド | キャスパー・ルード | 7-5, 4-6, 6-3                                      |
| 2月24日                     | チリ・オープン サンティアゴ $604,010 - クレー - 28S/16Q/16D | ロベルト・カルバリェス・バエナ アレハンドロ・ダビドビッチ・フォキナ | マルセロ・アレバロ ジョニー・オーマラ | 7-6(7-3), 6-1                                      |
| 3月2日                      | デビスカップ予選 ザグレブ - ハード (室内) デブレツェン - ハード (室内) ボゴタ - クレー (室内) ホノルル - ハード (室内) アデレード - ハード カリャリ - クレー デュッセルドルフ - ハード (室内) ヌルスルタン - ハード (室内) ブラチスラヴァ - クレー (室内) プレムシュテッテン - ハード (室内) 三木 - ハード (室内) ストックホルム - ハード (室内) | 勝利チーム · クロアチア · ハンガリー · コロンビア · アメリカ合衆国 · オーストラリア · イタリア · ドイツ · カザフスタン · チェコ · オーストリア · エクアドル · スウェーデン | 敗退チーム · インド · ベルギー · アルゼンチン · ウズベキスタン · ブラジル · 韓国 · ベラルーシ · オランダ · スロバキア · ウルグアイ · 日本 · チリ | 3-1 3-2 3-1 4-0 3-1 4-0 4-1 3-1 3-0 3-1            |
| 3月9日                      | BNPパリバ・オープン インディアンウェルズ $8,761,725 - ハード - 96S/48Q/32D | 新型コロナウイルスの影響により開催中止 | 新型コロナウイルスの影響により開催中止 | 新型コロナウイルスの影響により開催中止             |
| 3月23日                     | マイアミ・オープン マイアミ $8,761,725 - ハード - 96S/48Q/32D | 新型コロナウイルスの影響により開催中止 | 新型コロナウイルスの影響により開催中止 | 新型コロナウイルスの影響により開催中止             |
| 4月6日                      | 全米男子クレーコート選手権 ヒューストン $604,010 - クレー - 28S/16Q/16D | 新型コロナウイルスの影響により開催中止 | 新型コロナウイルスの影響により開催中止 | 新型コロナウイルスの影響により開催中止             |
| 4月6日                      | ハサン2世グランプリ マラケシュ €542,695 - クレー - 32S/16Q/16D | 新型コロナウイルスの影響により開催中止 | 新型コロナウイルスの影響により開催中止 | 新型コロナウイルスの影響により開催中止             |
| 4月13日                     | ロレックス・モンテカルロ・マスターズ モンテカルロ €5,572,875 - クレー - 56S/28Q/32D | 新型コロナウイルスの影響により開催中止 | 新型コロナウイルスの影響により開催中止 | 新型コロナウイルスの影響により開催中止             |
| 4月20日                     | バルセロナ・オープン・バンコ・サバデル バルセロナ €2,661,825 - クレー - 48S/24Q/16D | 新型コロナウイルスの影響により開催中止 | 新型コロナウイルスの影響により開催中止 | 新型コロナウイルスの影響により開催中止             |
| 4月20日                     | ハンガリー・オープン ブダペスト €542,695 - クレー - 28S/16Q/16D | 新型コロナウイルスの影響により開催中止 | 新型コロナウイルスの影響により開催中止 | 新型コロナウイルスの影響により開催中止             |
| 4月27日                     | ミレニアム・エストリル・オープン エストリル €542,695 - クレー - 28S/16Q/16D | 新型コロナウイルスの影響により開催中止 | 新型コロナウイルスの影響により開催中止 | 新型コロナウイルスの影響により開催中止             |
| 4月27日                     | BMWオープン ミュンヘン €542,695 - クレー - 28S/16Q/16D | 新型コロナウイルスの影響により開催中止 | 新型コロナウイルスの影響により開催中止 | 新型コロナウイルスの影響により開催中止             |
| 5月18日                     | ジュネーヴ・オープン ジュネーヴ €542,695 - クレー - 28S/16Q/16D | 新型コロナウイルスの影響により開催中止 | 新型コロナウイルスの影響により開催中止 | 新型コロナウイルスの影響により開催中止             |
| 5月18日                     | リヨン・オープン リヨン €542,695 - クレー - 28S/16Q/16D | 新型コロナウイルスの影響により開催中止 | 新型コロナウイルスの影響により開催中止 | 新型コロナウイルスの影響により開催中止             |
| 6月8日                      | リベマ・オープン スヘルトーヘンボス €658,000 - 芝 - 28S/16Q/16D | 新型コロナウイルスの影響により開催中止 | 新型コロナウイルスの影響により開催中止 | 新型コロナウイルスの影響により開催中止             |
| 6月8日                      | メルセデス・カップ シュトゥットガルト €702,780 - 芝 - 28S/16Q/16D | 新型コロナウイルスの影響により開催中止 | 新型コロナウイルスの影響により開催中止 | 新型コロナウイルスの影響により開催中止             |
| 6月15日                     | クイーンズ・クラブ選手権 ロンドン €2,134,520 - 芝 - 32S/16Q/16D | 新型コロナウイルスの影響により開催中止 | 新型コロナウイルスの影響により開催中止 | 新型コロナウイルスの影響により開催中止             |
| 6月15日                     | ハレ・オープン ハレ €2,134,520 - 芝 - 32S/16Q/16D | 新型コロナウイルスの影響により開催中止 | 新型コロナウイルスの影響により開催中止 | 新型コロナウイルスの影響により開催中止             |
| 6月22日                     | イーストボーン国際 イーストボーン €708,025 - 芝 - 28S/16Q/16D | 新型コロナウイルスの影響により開催中止 | 新型コロナウイルスの影響により開催中止 | 新型コロナウイルスの影響により開催中止             |
| 6月22日                     | マヨルカ選手権 マヨルカ €900,000 - 芝 - 28S/16Q/16D | 新型コロナウイルスの影響により開催中止 | 新型コロナウイルスの影響により開催中止 | 新型コロナウイルスの影響により開催中止             |
| 6月29日 7月6日              | ウィンブルドン選手権 ロンドン £ - 芝 128S/128Q/64D/16Q/48X シングルス – ダブルス – 混合ダブルス | 新型コロナウイルスの影響により開催中止 | 新型コロナウイルスの影響により開催中止 | 新型コロナウイルスの影響により開催中止             |
| 7月13日                     | テニス殿堂オープン ニューポート $604,010 - 芝 - 28S/16Q/16D | 新型コロナウイルスの影響により開催中止 | 新型コロナウイルスの影響により開催中止 | 新型コロナウイルスの影響により開催中止             |
| 7月13日                     | スウェーデン・オープン ボースタード €542,695 - クレー - 28S/16Q/16D | 新型コロナウイルスの影響により開催中止 | 新型コロナウイルスの影響により開催中止 | 新型コロナウイルスの影響により開催中止             |
| 7月20日                     | アビエルト・メキシコ・ロス・カボス ロス・カボス $834,630 - ハード - 28S/16Q/16D | 新型コロナウイルスの影響により開催中止 | 新型コロナウイルスの影響により開催中止 | 新型コロナウイルスの影響により開催中止             |
| 7月20日                     | クロアチア・オープン ウマグ €542,695 - クレー - 28S/16Q/16D | 新型コロナウイルスの影響により開催中止 | 新型コロナウイルスの影響により開催中止 | 新型コロナウイルスの影響により開催中止             |
| 7月20日                     | スイス・オープン・グシュタード グシュタード €542,695 - クレー - 28S/16Q/16D | 新型コロナウイルスの影響により開催中止 | 新型コロナウイルスの影響により開催中止 | 新型コロナウイルスの影響により開催中止             |
| 7月25日                     | 東京オリンピック 東京 $0 - ハード 64S/32D/16X シングルス - ダブルス - 混合ダブルス | 新型コロナウイルスの影響により、開催を2021年に延期 | 新型コロナウイルスの影響により、開催を2021年に延期                                                                                               | 新型コロナウイルスの影響により、開催を2021年に延期 |
| 7月25日                     | トゥルーイスト・アトランタ・オープン アトランタ $719,320 - ハード - 28S/16Q/16D | 新型コロナウイルスの影響により開催中止 | 新型コロナウイルスの影響により開催中止 | 新型コロナウイルスの影響により開催中止             |
| 8月10日                     | ロジャーズ・カップ トロント $6,104,210 - ハード - 56S/28Q/32D | 新型コロナウイルスの影響により、開催を2021年に延期 | 新型コロナウイルスの影響により、開催を2021年に延期                                                                                               | 新型コロナウイルスの影響により、開催を2021年に延期 |
| 8月14日                     | シティ・オープン ワシントンD.C. $1,953,285 - ハード - 48S/24Q/16D | 新型コロナウイルスの影響により開催中止 | 新型コロナウイルスの影響により開催中止 | 新型コロナウイルスの影響により開催中止             |
| ツアー再開（8月22日～）     | | | |                                                    |
| 8月22日(土) ～8月29日(土)   | ウエスタン・アンド・サザン・オープン ニューヨーク $4,222,190 - ハード - 56S/28Q/32D | ノバク・ジョコビッチ | ミロシュ・ラオニッチ | 1-6, 6-3, 6-4                                      |
| 8月22日(土) ～8月29日(土)   | ウエスタン・アンド・サザン・オープン ニューヨーク $4,222,190 - ハード - 56S/28Q/32D | パブロ・カレーニョ・ブスタ アレックス・デミノー | ジェイミー・マリー ニール・スクプスキ | 6-2, 7-5                                           |
| 8月24日                     | ウィンストン・セーラム・オープン ウィンストン・セーラム $743,085 - ハード - 48S/16Q/16D | 新型コロナウイルスの影響により開催中止 | 新型コロナウイルスの影響により開催中止 | 新型コロナウイルスの影響により開催中止             |
| 8月31日(月) ～9月13日(日)   | 全米オープン ニューヨーク $21,656,000 - ハード 128S/32D シングルス – ダブルス | ドミニク・ティーム | アレクサンダー・ズベレフ | 2-6, 4-6, 6-4, 6-3, 7-6(8-6)                       |
| 8月31日(月) ～9月13日(日)   | 全米オープン ニューヨーク $21,656,000 - ハード 128S/32D シングルス – ダブルス | マテ・パビッチ ブルーノ・ソアレス | ウェスリー・クールホフ ニコラ・メクティッチ | 7-5, 6-3                                           |
| 9月8日(火) ～9月13日(日)    | ゼネラリ・オープン キッツビュール €336,680 - クレー - 28S/24Q/16D | ミオミル・ケツマノビッチ | ヤニック・ハンフマン | 6-4, 6-4                                           |
| 9月8日(火) ～9月13日(日)    | ゼネラリ・オープン キッツビュール €336,680 - クレー - 28S/24Q/16D | オースティン・クライチェク フランコ・シュクゴール | マルセル・グラノリェルス オラシオ・セバジョス | 7-6(7-5), 7-5                                      |
| 9月13日                     | ムチュア・マドリード・オープン マドリード €6,729,095 - クレー - 56S/28Q/32D | 新型コロナウイルスの影響により開催中止 | 新型コロナウイルスの影響により開催中止 | 新型コロナウイルスの影響により開催中止             |
| 9月14日(月) ～9月21日(月)   | BNLイタリア国際 ローマ €3,465,045 - クレー - 56S/64Q/32D | ノバク・ジョコビッチ | ディエゴ・シュワルツマン | 7-5, 6-3                                           |
| 9月14日(月) ～9月21日(月)   | BNLイタリア国際 ローマ €3,465,045 - クレー - 56S/64Q/32D | マルセル・グラノリェルス オラシオ・セバジョス | ジョン・ピアース マイケル・ヴィーナス | 7-6(7-4), 7-6(7-5)                                 |
| 9月21日(月) ～9月27日(日)   | ハンブルク・ヨーロピアン・オープン ハンブルク €1,062,520 - クレー - 32S/16Q/16D | アンドレイ・ルブレフ | ステファノス・チチパス | 6-4, 3-6, 7-5                                      |
| 9月21日(月) ～9月27日(日)   | ハンブルク・ヨーロピアン・オープン ハンブルク €1,062,520 - クレー - 32S/16Q/16D | ジョン・ピアーズ マイケル・ヴィーナス | イワン・ドディグ マテ・パビッチ | 6-3, 6-4                                           |
| 9月21日                     | モゼール・オープン メス €542,695 - ハード (室内) - 28S/16Q/16D | 新型コロナウイルスの影響により開催中止 | 新型コロナウイルスの影響により開催中止 | 新型コロナウイルスの影響により開催中止             |
| 9月25日                     | レーバーカップ ボストン ハード（室内）- 2チーム | 全仏オープンの日程変更により、開催を2021年に延期 | 全仏オープンの日程変更により、開催を2021年に延期                                                                                                 | 全仏オープンの日程変更により、開催を2021年に延期   |
| 9月27日(日) ～10月11日(日)  | 全仏オープン パリ €18,209,040 - クレー 128S/128Q/64D シングルス – ダブルス | ラファエル・ナダル | ノバク・ジョコビッチ | 6-0, 6-2, 7-5                                      |
| 9月27日(日) ～10月11日(日)  | 全仏オープン パリ €18,209,040 - クレー 128S/128Q/64D シングルス – ダブルス | アンドレアス・ミース ケビン・クラビーツ | マテ・パビッチ ブルーノ・ソアレス | 6-3, 7-5                                           |
| 9月28日                     | 成都オープン 成都 $1,134,955 - ハード - 28S/16Q/16D | 新型コロナウイルスの影響により開催中止 | 新型コロナウイルスの影響により開催中止 | 新型コロナウイルスの影響により開催中止             |
| 9月28日                     | 珠海選手権 珠海 $963,935 - ハード - 28S/16Q/16D | 新型コロナウイルスの影響により開催中止 | 新型コロナウイルスの影響により開催中止 | 新型コロナウイルスの影響により開催中止             |
| 10月5日                     | チャイナ・オープン 北京 $3,573,220 - ハード - 32S/16Q/16D | 新型コロナウイルスの影響により開催中止 | 新型コロナウイルスの影響により開催中止 | 新型コロナウイルスの影響により開催中止             |
| 10月5日                     | 楽天ジャパン・オープン 東京 $1,953,285 - ハード - 32S/16Q/16D | 新型コロナウイルスの影響により開催中止 | 新型コロナウイルスの影響により開催中止 | 新型コロナウイルスの影響により開催中止             |
| 10月12日                    | 上海マスターズ 上海 $7,875,885 - ハード - 56S/28Q/32D | 新型コロナウイルスの影響により開催中止 | 新型コロナウイルスの影響により開催中止 | 新型コロナウイルスの影響により開催中止             |
| 10月12日(月) ～10月18日(日) | サンクトペテルブルク・オープン サンクトペテルブルク $1,243,790 - ハード (室内) - 32S/16Q/16D | アンドレイ・ルブレフ | ボルナ・チョリッチ | 7-6(7-5), 6-4                                      |
| 10月12日(月) ～10月18日(日) | サンクトペテルブルク・オープン サンクトペテルブルク $1,243,790 - ハード (室内) - 32S/16Q/16D | ユルゲン・メルツァー エドゥアール・ロジェ＝バセラン | マルセロ・デモリナー マトウェ・ミドルコープ | 6-2, 7-6(7-4)                                      |
| 10月12日(月) ～10月18日(日) | bett1HULKSインドア (en) ケルン €271,345 - ハード (室内) - 28S/16Q/16D | アレクサンダー・ズベレフ | フェリックス・オジェ＝アリアシム | 6-3, 6-3                                           |
| 10月12日(月) ～10月18日(日) | bett1HULKSインドア (en) ケルン €271,345 - ハード (室内) - 28S/16Q/16D | ピエール＝ユーグ・エルベール ニコラ・マユ | ルカシュ・クボット マルセロ・メロ | 6-4, 6-4                                           |
| 10月12日(月) ～10月18日(日) | フォルテ・ヴィレッジ・サルデーニャ・オープン (en) サルデーニャ €271,345 - クレー - 28S/16Q/16D | ラスロ・ジェレ | マルコ・チェッキナート | 7-6(7-3), 7-5                                      |
| 10月12日(月) ～10月18日(日) | フォルテ・ヴィレッジ・サルデーニャ・オープン (en) サルデーニャ €271,345 - クレー - 28S/16Q/16D | マーカス・ダニエル フィリップ・オズワルド | フアン・セバスティアン・カバル ロベルト・ファラ                                                                                                  | 6-3, 6-4                                           |
| 10月19日(月) ～10月25日(日) | ストックホルム・オープン ストックホルム €658,000 - ハード (室内) - 28S/16Q/16D | 新型コロナウイルスの影響により開催中止 | 新型コロナウイルスの影響により開催中止 | 新型コロナウイルスの影響により開催中止             |
| 10月19日(月) ～10月25日(日) | クレムリン・カップ モスクワ $583,260 - ハード (室内) - 28S/16Q/16D | 新型コロナウイルスの影響により開催中止 | 新型コロナウイルスの影響により開催中止 | 新型コロナウイルスの影響により開催中止             |
| 10月19日(月) ～10月25日(日) | ヨーロピアン・オープン アントワープ €394,800 - ハード (室内) - 28S/16Q/16D | ユーゴ・アンベール | アレックス・デミノー | 6-1, 7-6(7-4)                                      |
| 10月19日(月) ～10月25日(日) | ヨーロピアン・オープン アントワープ €394,800 - ハード (室内) - 28S/16Q/16D | ジョン・ピアース マイケル・ヴィーナス | ロハン・ボパンナ マトウェ・ミドルコープ | 6-3, 6-4                                           |
| 10月19日(月) ～10月25日(日) | bett1HULKS選手権 (en) ケルン €271,345 - ハード (室内) - 28S/16Q/16D | アレクサンダー・ズベレフ | ディエゴ・シュワルツマン | 6-2, 6-1                                           |
| 10月19日(月) ～10月25日(日) | bett1HULKS選手権 (en) ケルン €271,345 - ハード (室内) - 28S/16Q/16D | レイベン・クラーセン マクラクラン勉 | ケビン・クラビーツ アンドレアス・ミース | 6-2, 6-4                                           |
| 10月26日(月) ～11月1日(日)  | スイス・インドア バーゼル €2,135,350 - ハード (室内) - 32S/16Q/16D | 新型コロナウイルスの影響により開催中止 | 新型コロナウイルスの影響により開催中止 | 新型コロナウイルスの影響により開催中止             |
| 10月26日(月) ～11月1日(日)  | エルステ・バンク・オープン ウィーン €1,409,510 - ハード (室内) - 32S/16Q/16D | アンドレイ・ルブレフ | ロレンツォ・ソネゴ | 6-4, 6-4                                           |
| 10月26日(月) ～11月1日(日)  | エルステ・バンク・オープン ウィーン €1,409,510 - ハード (室内) - 32S/16Q/16D | ルカシュ・クボット マルセロ・メロ | ジェイミー・マリー ニール・スクプスキ | 7-6(7-5), 7-5                                      |
| 10月26日(月) ～11月1日(日)  | アスタナ・オープン (en) ヌルスルタン $273,345 - ハード (室内) - 28S/16Q/16D | ジョン・ミルマン | アドリアン・マナリノ | 7-5, 6-1                                           |
| 10月26日(月) ～11月1日(日)  | アスタナ・オープン (en) ヌルスルタン $273,345 - ハード (室内) - 28S/16Q/16D | サンダー・ジレ ヨラン・フリーゲン | マックス・パーセル ルーク・サビル | 7-5, 6-3                                           |
| 11月2日(月) ～11月8日(日)   | ロレックス・パリ・マスターズ パリ €3,343,725 – ハード (室内) – 56S/28Q/24D | ダニール・メドベージェフ | アレクサンダー・ズベレフ | 5-7, 6-4, 6-1                                      |
| 11月2日(月) ～11月8日(日)   | ロレックス・パリ・マスターズ パリ €3,343,725 – ハード (室内) – 56S/28Q/24D | フェリックス・オジェ＝アリアシム フベルト・フルカチュ | マテ・パビッチ ブルーノ・ソアレス | 6-7(3-7), 7-6(9-7), 10-2                           |
| 11月9日(月) ～11月14日(土)  | ソフィア・オープン ソフィア €325,615 - ハード (室内) - 28S/16Q/16D | ヤニック・シナー | バセク・ポシュピシル | 6-4, 3-6, 7-6(7-3)                                 |
| 11月9日(月) ～11月14日(土)  | ソフィア・オープン ソフィア €325,615 - ハード (室内) - 28S/16Q/16D | ジェイミー・マリー ニール・スクプスキ | ユルゲン・メルツァー エドゥアール・ロジェ＝バセラン                                                                                              | 不戦勝                                             |
| 11月9日                     | ネクストジェネレーション・ATPファイナル ミラノ $ – ハード (室内) – 8S (RR) | 新型コロナウイルスの影響により開催中止 | 新型コロナウイルスの影響により開催中止 | 新型コロナウイルスの影響により開催中止             |
| 11月15日(日) ～11月22日(日) | Nitto ATPファイナルズ ロンドン $5,700,000 – ハード (室内) – 8S/8D (RR) | ダニール・メドベージェフ | ドミニク・ティーム | 4-6, 7-6(7-2), 6-4                                 |
| 11月15日(日) ～11月22日(日) | Nitto ATPファイナルズ ロンドン $5,700,000 – ハード (室内) – 8S/8D (RR) | ウェスリー・クールホフ ニコラ・メクティッチ | ユルゲン・メルツァー エドゥアール・ロジェ＝バセラン                                                                                              | 6-2, 3-6, [10-5]                                   |
| 11月23日                    | デビスカップ・ファイナルズ マドリード - ハード (室内) | 新型コロナウイルスの影響により、開催を2021年に延期 | 新型コロナウイルスの影響により、開催を2021年に延期                                                                                               | 新型コロナウイルスの影響により、開催を2021年に延期 |

## 2020年最終ランキング
| 順位 | 選手                     | ポイント | 出場数 |
| ---- | ------------------------ | -------- | ------ |
| 1    | ノバク・ジョコビッチ     | 12,030   | 18     |
| 2    | ラファエル・ナダル       | 9,850    | 18     |
| 3    | ドミニク・ティーム       | 9,125    | 21     |
| 4    | ダニール・メドベージェフ | 8,470    | 24     |
| 5    | ロジャー・フェデラー     | 6,630    | 16     |
| 6    | ステファノス・チチパス   | 5,925    | 28     |
| 7    | アレクサンダー・ズベレフ | 5,525    | 27     |
| 8    | アンドレイ・ルブレフ     | 4,119    | 26     |
| 9    | ディエゴ・シュワルツマン | 3,455    | 26     |
| 10   | マッテオ・ベレッティーニ | 3,075    | 21     |

| 順位 | 選手                           | ポイント | 出場数 |
| ---- | ------------------------------ | -------- | ------ |
| 1    | フアン・セバスティアン・カバル | 8,530    | 23     |
| 2    | ロベルト・ファラ               | 8,440    | 23     |
| 3    | オラシオ・セバジョス           | 7,180    | 25     |
| 4    | マテ・パビッチ                 | 6,950    | 30     |
| 5    | ウェスリー・クールホフ         | 6,590    | 31     |
| 6    | ニコラ・マユ                   | 6,430    | 24     |
| 7    | ブルーノ・ソアレス             | 6,430    | 25     |
| 8    | ニコラ・メクティッチ           | 6,330    | 30     |
| 9    | マルセル・グラノリェルス       | 5,775    | 25     |
| 10   | ルカシュ・クボット             | 5,700    | 28     |
| 10   | マルセロ・メロ                 | 5,700    | 28     |

### 世界ランキング1位
| 選手                       | 開始日   | 終了日   |
| -------------------------- | -------- | -------- |
| ラファエル・ナダル (ESP)   | 2019年末 | 2月2日   |
| ノバク・ジョコビッチ (SRB) | 2月3日   | 2020年末 |

| 選手                                                          | 開始日   | 終了日   |
| ------------------------------------------------------------- | -------- | -------- |
| フアン・セバスティアン・カバル (COL) · ロベルト・ファラ (COL) | 2019年末 | 2月2日   |
| ロベルト・ファラ (COL)                                        | 2月3日   | 2020年末 |

## 主な引退選手
- ブライアン兄弟（ボブ・ブライアン&マイク・ブライアン）[29][30]
- サンティアゴ・ヒラルド[31][30]
- スティーブ・ダルシス[30]

### 日程の移動
1. ↑  8月3日～8月9日から移動
2. ↑  8月16日～8月23日から移動
3. ↑  7月25日～7月31日から移動
4. ↑  5月4日～5月11日から移動
5. ↑  5月11日～5月18日から移動
6. ↑  7月13日～7月19日から移動
7. ↑  当初5月25日～6月8日の開催予定であったが、新型コロナウイルスの影響により、3月に全仏オープン運営から9月20日～10月4日の開催日変更が発表された。6月にATP・WTAなどにもよって再度日程が改められた[18][19]。
8. ↑  9月21日～9月27日から移動（サンクトペテルブルク・オープン）
9. ↑  9月28日～10月4日から移動